# Ссебуггваво, Дионисий
Дионисий Ссебуггваво (суахили Dionisi Ssebuggwawo), имя при рождении Вассва Ссебуггваво (суахили Wasswa Ssebuggwawo; около 1870, Киголоба, Булемеези, Буганда — 25 мая 1886, Муньоньо, Буганда) — святой Католической Церкви, первый из угандийских мучеников.

## Биография
Вассва Ссебуггваво родился около 1870 года. Его мать Нсонга воспитывалась в семье Нкалубо Ссебуггваво, выдавшего её замуж за своего сына. В семье было девять детей, в том числе три пары близнецов. Брата-близнеца Вассвы звали Като (имена Вассва и Като традиционны для мальчиков-близнецов в Буганде).
16 ноября 1885 года братья крестились. Вассва принял имя Дионисий, а Като — Исаак. К крещению их готовил Иосиф Мукаса Баликудембе.
Дионисий Ссебуггваво был пажом короля Мутесы, а затем — короля Мванги II. За обучение сына королевского фаворита христианской вере был подвергнут пыткам и казнён 25 мая 1886 года. На следующий день тело Дионисия было разрублено на части.

## Прославление
В 1920 году Дионисий Ссебуггваво был причислен к лику блаженных папой Бенедиктом XV, а 18 октября 1964 года канонизирован папой Павлом VI. 
День памяти в Католической Церкви — 3 июня.
Дионисий Ссебуггваво считается святым покровителем певцов и музыкантов.